# 高尾厚
高尾 厚（たかお あつし、1948年 7月24日~ ）は、日本の経済学者。専門は保険学。学位は、博士（商学）（神戸大学）。神戸大学大学院経営学研究科教授を経て、同名誉教授。
長崎県生まれ。1977年、神戸大学大学院経営学研究科博士課程単位修得退学。神戸大学大学院経営学研究科教授を経て、2013年から名誉教授。大手損害保険会社に勤務していたことがある。水島一也の門下生。
伝統的保険学に対する批判で知られ、1972年にノーベル経済学賞を受賞した､ケネス・J・アローが指摘する様に､保険学に於いては、先ず以って、応用ミクロ経済学を適用すべきと主張した。『保険構造論』（千倉書房、1991年）は保険経済学に関連する主要な研究の一つ。

## 略歴

### 学歴
- 1967年3月　長崎県立佐世保北高等学校卒業[10]
- 1971年3月　長崎大学経済学部卒業（経済学士）
- 1974年3月　神戸大学大学院経営学研究科修士課程修了（経営学修士）
- 1977年3月　神戸大学大学院経営学研究科博士課程単位取得退学[11]
- 1992年1月　博士学位請求論文の「保険制度の基本構造に関する研究」に対して､神戸大学大学院経営学研究科より、博士（商学）の学位を授与される。審査委員は水島一也､本多佑三､丸山雅祥。（博 ろ 第20号  神戸大学）[10]

### 職歴
- 1971年4月　東京海上火災保険株式会社入社(1972年3月退社)
- 1977年4月　神戸大学経営学部助手（文部教官）任官
- 1978年8月　神戸大学経営学部講師昇任
- 1981年3月    文部省長期在外研究員として、Universität  Hamburg にて、客員研究員 ( 1981年12月迄)
- 1982年8月　神戸大学経営学部助教授昇任
- 1984年3月     Alexander von Humboldt Stiftung Stipendiat として、Universität zu Köln にて、客員研究員 ( 1985年9月迄 )
- 1991年5月　神戸大学経営学部教授昇任
- 1993年7月   神戸大学六甲台後援会短期在外研究資金により、Universität zu Köln にて、客員研究員 ( 1993年10月迄 )
- 1999年4月　神戸大学大学院経営学研究科教授に配置替え
- 2004年6月　滋賀大学経済学部リスク研究センター客員教授兼任（2005年3月迄）[11]
- 2007年6月　日本保険学会関西部会長（2009年6月迄）
- 2013年3月　神戸大学大学院経営学研究科教授を停年退官[10]
- 2013年4月　神戸大学名誉教授[4]
- 2016年6月　日本保険学会関西部会顧問
- 2018年6月　日本リスク研究学会名誉会員
- 2022年11月　日本保険学会名誉会員

## 著書

### 単著
- 『保険構造論』（千倉書房、1991年）、経営科学文献賞受賞対象著書
- 『保険とオプション―デリバティブの一原型ー』（千倉書房、1998年）
- 「学界展望 : 保険市場と「応用ミクロ経済学」」国民経済雑誌、第155巻第4号 ( 神戸大学経済経営学会、1987年 )
- 「ミクロ経済学序説ー商学基礎論講案ー」( 神戸大学経営学部ワーキング・ペーパー、8806、1988年 )
- 「商学基礎論学習のためにーミクロ経済学のすすめー」『経済学・経営学の学習のために、昭和63年前期号』( 神戸大学経済経営学会、1988年 )

### 共編著
- 『現代保険学の展開ー水島一也博士還暦記念論文集ー』田村祐一郎と共編著（千倉書房、1990年）
- 『現代保険学』近見正彦・前川寛・古瀬政敏・下和田功と共著（有斐閣アルマ、1998年）
- 『新・保険学』近見正彦・吉澤卓哉・甘利公人・久保英也と共著（有斐閣アルマ、2006年）
- 『保険制度の新潮流ー水島一也博士喜寿記念論文集ー』田村祐一郎・岡田太志と共編著（千倉書房、2008年）

### 訳書
- 『保険経済学序説』R.L.カーター著、玉田巧と共訳（千倉書房、1984年）
- 『保険市場論』ディーター・ファーニー著、高尾厚監訳、ファーニー保険市場論研究会訳（生命保険文化研究所、1991年）
- 『保険経営学（上・中・追補・下）』ディーター・ファーニー著、高尾厚監訳、ファーニー保険経営学研究会訳（生命保険文化研究所、1994年-1999年）
- 『保険均衡理論―一般均衡理論における不確実性と保険』ローラント・アイゼン著、高尾厚監訳、アイゼン保険経済学研究会訳（生命保険文化研究所、2001年）

### 海外出版
- 『英独仏日保険用語辞典：追補版』 (Müller−Lutz, Hans Leo 他と共著), Verlag Versicherungswirtschaft e.V., Karlsruhe, Bundesrepublik Deutschland, 1995,1-57.

### 分担執筆
- 『経済発展と第三次産業』神戸大学経営学部80周年記念論文集編集委員会編（千倉書房、1985年）
- 『現代保険学の展開―水島一也博士還暦記念論文集ー』水島一也博士還暦記念論文集刊行会編（千倉書房、1990年）
- 『保険文化――リスクと日本人』水島一也編著（千倉書房 、1995年）
- 『増補改訂版 リスク学事典』日本リスク研究学会編、酒井泰弘らと分担執筆（阪急コミュニケーションズ、2006年）
- 『リスク学用語小辞典』日本リスク研究学会編、酒井泰弘らと分担執筆（丸善、2008年）
- 『保険学保険法学の課題と展望―大谷孝一博士古稀記念ー』石田重森、江頭憲治郎、落合誠一編集代表（成文堂、2011年）

## 所属学会
- 日本保険学会
- 日本リスク学会
- Society of Risk Research-Europa[11]

## 受賞歴
- 1991年1月　社団法人日本経営協会経営科学文献賞[12]
- 2005年11月　日本リスク研究学会学会賞[13]